# Farchod Vasiev
Farchod Saidžonovič Vasiev (in russo Фарход Саиджонович Васиев?, traslitterazione anglosassone: Farkhod Saidzhonovich Vasiev, in tagico: Фарҳод Саидҷонович Восиев; Dušanbe, 14 aprile 1990) è un ex calciatore tagiko, di ruolo difensore.

## Carriera

### Club
Durante la sua carriera ha giocato con varie squadre di club, tra cui il Saturn Mosca.

### Nazionale
Vasiev conta 15 presenze e una rete con la nazionale tagika.